# Ordre de succession jacobite au trône britannique
Pour les articles homonymes, voir Trône (homonymie).

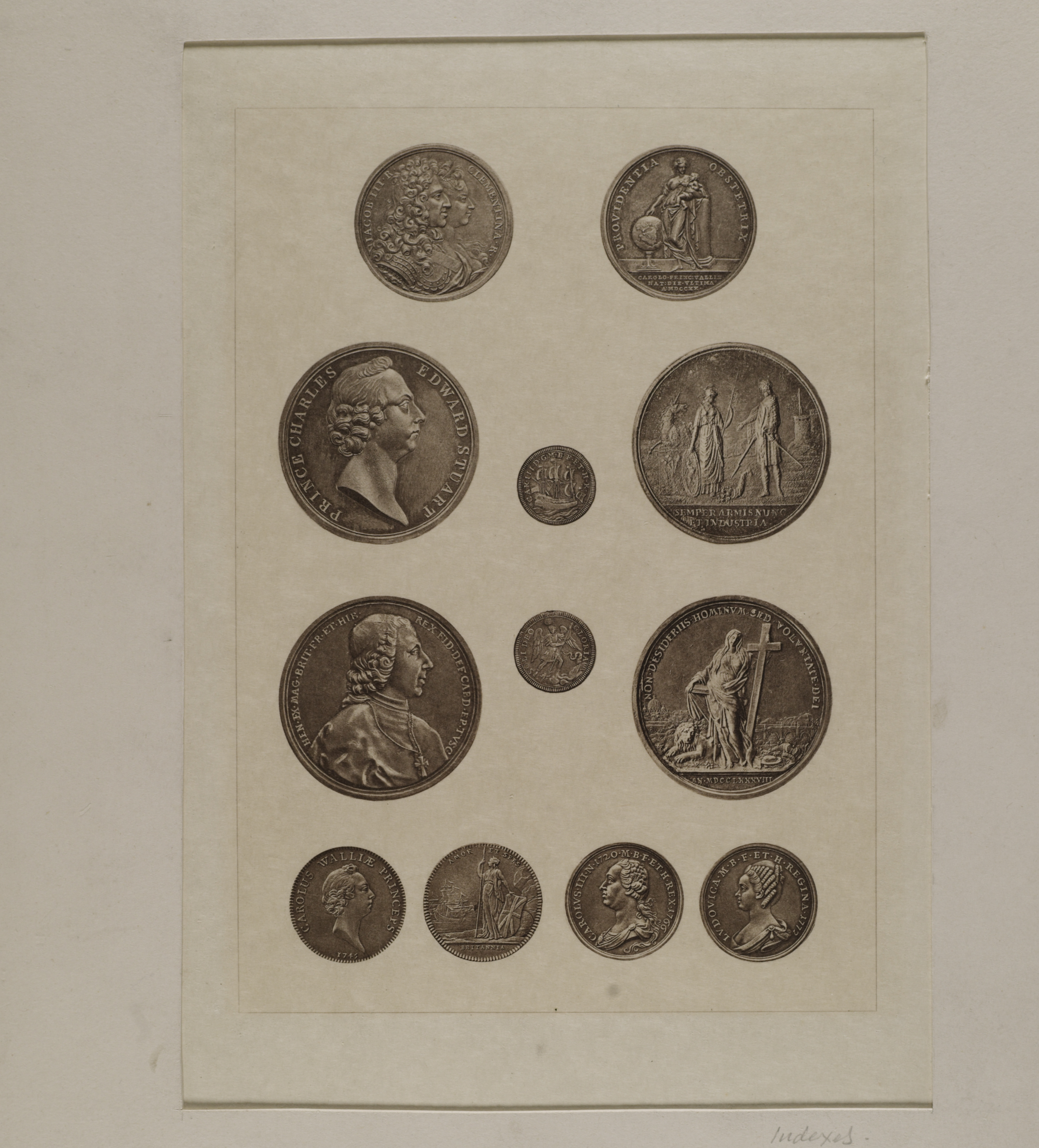
Proposition de pièces de monnaie à l'effigie des Stuarts (XVIII^{e} siècle), accompagnées de navires, de figures classiques et d'un ange. Librairie nationale d'Écosse

L'ordre de succession jacobite est un ordre de succession parallèle à l'Ordre de succession au trône britannique. Il est issu du mouvement jacobite, qui ne tient pas compte de l'exclusion des catholiques au trône britannique depuis l'invasion hollandaise en 1688 (voir la page Glorieuse Révolution).

## Ordre de succession
Les branches éteintes ne figurent pas sur la page.
- Jacques VI et Ier, roi d'Angleterre → Charles Ier, roi d'Angleterre → Henriette d'Angleterre → Anne Marie d'Orléans → Charles-Emmanuel III, roi de Sardaigne → Victor-Amédée III, roi de Sardaigne → Victor-Emmanuel Ier, roi de Sardaigne → Marie Béatrice de Sardaigne → Ferdinand de Modène → Marie-Thérèse de Modène → Robert de Bavière
  - Albert de Bavière
    - (0) S.A.R. le prince François de Bavière, duc de Bavière (°1933 ; prétendant au trône depuis 1996 sous le nom de « François II »)
    - (1) S.A.R. le prince Max Emmanuel de Bavière (°1937)
      - (2) S.A.R. la princesse héritière de Liechtenstein (princesse Sophie de Bavière, °1967)
        - (3) S.A.S. le prince Joseph Wenzel de Liechtenstein (°1995)
        - (4) S.A.S. le prince Georges de Liechtenstein (°1999)
        - (5) S.A.S. le prince Nicolas de Liechtenstein (°2000)
        - (6) S.A.S. la princesse Marie-Caroline de Liechtenstein (°1996)

      - (7) S.A.R. la duchesse Marie-Caroline de Würtemberg (°1969)
        - (8) S.A.R. le duc Charles-Théodore de Würtemberg (°1999)
        - (9) S.A.R. la duchesse Sophie de Würtemberg (°1994)
        - (10) S.A.R. la duchesse Pauline de Würtemberg (°1997)
        - (11) S.A.R. la duchesse Anna de Würtemberg (°2007)

      - (12) S.A.R. la princesse Hélène de Bavière (°1972)
      - (13) S.A.R. la princesse Élisabeth de Bavière, madame Terberger (°1973)
        - (14) Maximilian Terberger (°2005)
        - (15) Ottora Terberger (°2007)

      - (16) S.A.R. la princesse Marie-Anne de Bavière, madame Runow (°1975)
        - (17) Henri Runow (°2010)

    - (18) S.A.R. la comtesse de Waldburg-Zeil (princesse Marie-Gabrielle, °1931)
      - (19) Le comte héréditaire de Waldburg-Zeil (Eric, °1962)
      - (20) La comtesse Walburga de Waldburg-Zeil (°1958)
      - (21) La comtesse Gabrielle de Waldburg-Zeil (°1959)
      - (22) La comtesse Monica de Waldburg-Zeil (°1961)
      - (23) La comtesse Adélaïde de Waldburg-Zeil (°1964)
      - (24) La comtesse Élisabeth de Waldburg-Zeil (°1966)

    - (25) S.A.R. la princesse douairière de Quadt de Wykradt (princesse Marie-Charlotte, 1931-2018)
      - (26) Le prince de Quadt de Wykradt (prince Alexandre, °1958)
      - (27) Le comte Bertram de Quadt de Wykradt (°1966)
      - (28) La comtesse Marie-Anne de Quadt de Wykradt (°1960)
      - (29) La comtesse Georgina de Quadt de Wykradt (°1962)

  - S.A.R. la princesse Irmingard de Bavière (1923-2010)
    - (30) S.A.R. le prince Luitpold de Bavière (°1951)
      - (31) S.A.R. le prince Louis de Bavière (°1982)
      - (32) S.A.R. le prince Henri de Bavière (°1986)
      - (33) S.A.R. le prince Charles de Bavière (°1987)
      - (34) S.A.R. la princesse Augusta de Lippe-Weissenfeld (°1979)
      - (35) S.A.R. la princesse Alice d'Auersperg (°1981)

  - (36) S.A.R. la duchesse d'Arenberg (princesse Sophie de Bavière, °1935)
    - (37) S.A.S. Léopold, duc d'Arenberg (°1956)
      - (38) S.A.S. le prince Philippe-Léopold d'Arenberg (°1999)
      - (39) S.A.S. le prince Alexandre d'Arenberg (°2001)
      - (40) S.A.S. la princesse Natasha d'Arenberg (°1996)

    - (41) S.A.S. le prince Charles d'Arenberg (°1957)
      - (42) S.A.S. le prince Evrard-Engelbert d'Arenberg (°1996)
      - (43) S.A.S. la princesse Anne-Hélène d'Arenberg (°1989)